# 契比尼

契比尼部落的塔木加標誌

契比尼（Chepni），是古代烏古斯人部落之一。
在烏古斯可汗傳說中，契比尼是烏古斯可汗兒子闊克汗旗下一部落，也是突厥語大詞典22個部落中的第21個。
他們信仰遜大多阿列維派和少数遜尼派伊斯蘭教，根據土耳其歷史家法魯克·蘇邁爾的說法，拜克塔什教團首位穆里德哈吉·拜克塔什就是契比尼人。他們在15世紀奧斯曼帝國征服特拉布宗帝國時發揮重要作用。